# Autocharis sinualis
Autocharis sinualis là một loài bướm đêm trong họ Crambidae.